# Sopel
Sopel – lód w formie nacieku zwisającego z krawędzi dachu, gałęzi lub innego podobnego miejsca. Powstaje najczęściej wówczas, kiedy temperatura powietrza wynosi nieco poniżej 0 °C, a promieniowanie słoneczne powoduje ogrzewanie się śniegu lub lodu leżącego na połaci dachu bądź na gałęziach drzewa i w rezultacie – jego topnienie. Woda z topniejącego śniegu lub lodu spływa powoli pod wpływem grawitacji i – dopłynąwszy do krawędzi dachu lub gałęzi – spada kroplami na ziemię. Ponieważ temperatura powietrza jest ujemna, spływające krople częściowo zamarzają, powodując narastanie sopla w dół.
Mechanizm powstawania sopli jest podobny do mechanizmu powstawania stalaktytów, z tą różnicą, że zamiast wytrącania się osadów jak w stalaktytach – w soplach następuje zamarzanie wody. Tak jak w przypadku stalaktytów, lodowe sople mogą mieć swój rosnący w górę odpowiednik (podobny do stalagmitu), a jeśli warunki sprzyjające narastaniu sopli trwają dostatecznie długo – może dojść do połączenia obu sopli i powstania lodowego odpowiednika stalagnatu. Wzrost i rozwój sopli lodu może być uzupełniany również wilgocią atmosferyczną, która przy wysokiej wilgotności względnej resublimuje na powierzchni lodu.